# Christian Dietrich Grabbe
Christian Dietrich Grabbe (født 11. december 1801 i Detmold, død 12. september 1836 sammesteds) var en tysk dramatisk digter. 